# ATSF řada 1157
Lokomotiva 1157 – jediná lokomotiva této řady – vznikla v dílnách americké železniční společnosti Atchison, Topeka and Santa Fe Railway (ATSF) ze dvou klasických lokomotiv Baldwin 2-6-2 čísel 1051 a 1125 z roku 1902. V roce 1924 byla zrušena, polovina lokomotivy byla využita ke zpětné konverzi na 2-6-2 Prairie č. 1051.